# Циреге
35°49′36″ пн. ш. 106°13′44″ зх. д. / 35.8267° пн. ш. 106.229° зх. д.
Циреге — археологічна пам'ятка культури анасазі (давніх предків народності пуебло). 
Розташовується на північ від Пахаріто-роуд (Pajarito Road, дороги, нині закритої), приблизно за 1,5 км на захід від поселення Вайт-Рок у штаті Нью-Мексико на землі, що нині належить Лос-Аламоській національній лабораторії. 
Складається приблизно з 800 кімнат; був населений у період близько в 1325-1600 роках, тобто після міграції стародавніх пуебло на південь. 
Вважається предковим поселенням щодо Сан-Ільдефонсо-Пуебло. 
Назва Циреге означає «місце птаха» мовою тева. 
До складу пам'ятника входять: довгий оборонний мур, 10 ків, водосховище, безліч петрогліфів. 
Туристів до пам'ятника допускають рідко (в середньому 1 раз на 5 років).